# Gammaldags mjölk
Gammaldags mjölk eller lantmjölk är de namn under vilka man i Sverige saluför icke-standardiserad mjölk med naturlig fetthalt. Fetthalten varierar mellan 3,8 och 4,5 procent. 
Gammaldags mjölk homogeniseras ej, vilket gör att fettet flyter upp. Före användning kan man röra om i mjölken.
Produkten har en gräddig smak, som enligt Arla Foods gör att den passar särskilt bra till julgröt och till färska jordgubbar och andra bär.

## Historia
Namnet till trots så är ohomogeniserad mjölk ingen vara som före 1990- eller början av 2000-talet varit särskilt åtkomlig för andra än mjölkbönderna själva. Före industrialiseringen var mjölk och grädde varor med kort hållbarhet. Grädden skummades av och omvandlades till det mycket mer hållbara smöret, och den mindre mängd mjölk som såldes som sådan var den återstående och magra skummjölken. 
Gammaldags mjölk introducerades 1986.
Flera svenska mejerier har salufört mjölk under namnet Gammaldags mjölk men idag kallar Arla motsvarande produkt för Lantmjölk.

## Näringsvärde
Per 100g Arla Lantmjölk:
- Energivärde 300 kJ/70 kcal
- Kolhydrat 4,7 g
- Fett 4,2 g
- Protein 3,4 g
- Vitamin A 40 µg 5 % av RDI
- Riboflavin 0,14 mg 9 % av RDI
- Vitamin B12 0,6 µg 24 % av RDI
- Kalcium 120 mg 15 % av RDI
- Jod  14 µg 9 % av RDI